# يعقوب الفسوي
أبو يوسف يعقوب بن سفيان بن جوان الفارسي الفسوي الشهير باسم الفسوي (194 هـ - 277 هـ / 810م - 890م) صاحب التاريخ الكبير والمشيخة.

## نشأته
ولد في أواخر القرن الثاني الهجريّ في مدينة فسا، وهي حاضرة مقاطعة درابجرد في إقليم فارس، ومن أكثر مدن فارس عمارة وأوسعها أبنية. «معجم البلدان». بعد أن تعلم العلم عن أهل بلده أخذ يُطوِّف في البلاد، فرحل سنة تسع عشرة إلى دمشق وحمص وفلسطين، وقد زار مصر مرتين والثانية سنة تسع وعشرين. توفي رحمه الله في البصرة في الثالث عشر من شهر رجب سنة سبع وسبعين ومائتين.

## شيوخه
تتلمذ على أئمة الحديث في زمنه؛ كأبي بكر عبد الله بن الزبير الحميدي، وعبد الله بن يزيد المقرئ، وإسماعيل بن مسلمة القعنبي، وأبو عاصم الضحاك بن مخلد، وسليمان بن حرب الواشحي، وسليمان بن داود العتكي، وأبو نعيم الفضل بن دكين، وأبي الوليد الطيالسي، وغيرهم كثير.
وقد قال عن نفسه: «رويت عن ألف شيخ كلهم ثقات». «تهذيب التهذيب» (11/339)

## عمن روى الحديث
سمع أبا عاصم والأنصاري ومكي بن إبراهيم وعبيد الله بن موسى وأبا مسهر وحبان بن هلال وسعيد بن أبي مريم وابن الطبري وطبقتهم.

## تلامذته
وعنه الترمذي والنسائي وابن خزيمة وأبو عوانة وابن أبي حاتم ومحمد بن حمزة بن عمارة وعبد الله بن جعفر بن درستويه النحوي وآخرون. وبقي في الرحلة ثلاثين سنة. قال أبو زرعة الدمشقي: قدم علينا من نبلاء الرجال يعقوب بن سفيان يعجز أهل العراق أن يروا مثله والثاني: حرب بن إسماعيل، وهو ممن كتب عني. وقال محمد بن داود الفارسي أنا يعقوب بن سفيان العبد الصالح وقيل كان يتكلم في عثمان ولم يصح. مات قبل أبي حاتم الرازي بشهر في سنة سبع وسبعين ومائتين، وقع لنا حديثه في مشيخته.
أخبرنا محمد بن صاعد أن الحسن بن أحمد أنا أبو طاهر السلفي أنا أبو بكر الطريثيثي وابن حشيش قالا أنا أبو علي بن شاذان أنا عبد الله بن جعفر نا يعقوب بن سفيان نا مكي بن إبراهيم نا بهز بن حكيم ذكره عن أبيه عن جده قال: كان رسول الله إذا أتى بطعام سأل عنه: «هدية أم صدقة؟» فإن قالوا هدية، بسط يده فإن قالوا: صدقة قال لأصحابه: «كلوا»، حديث غريب.

## كتبه
كتاب «المعرفة والتاريخ» ويسميه بعض العلماء بكتاب التاريخ وهو من أهم الكتب، وكتاب «المشيخة» خرّج يعقوب فيها عن كلِّ شيخٍ من شيوخه حديثًا أو حديثين ولم يترجم لهم. وكتاب «البر والصلة»، وكتاب «السنة»، وكتاب «الزوال».
وقد ذكر العلماء أهمية كتابه التاريخ؛ فقد قال الذهبي: له تاريخ كبير جمُّ الفوائد.
وقال ابن القيم: هو كتاب جليل غزير العلم جم الفوائد.
وقال ابن كثير: إنه من الكتب المفيدة.